# 京成バラ園芸

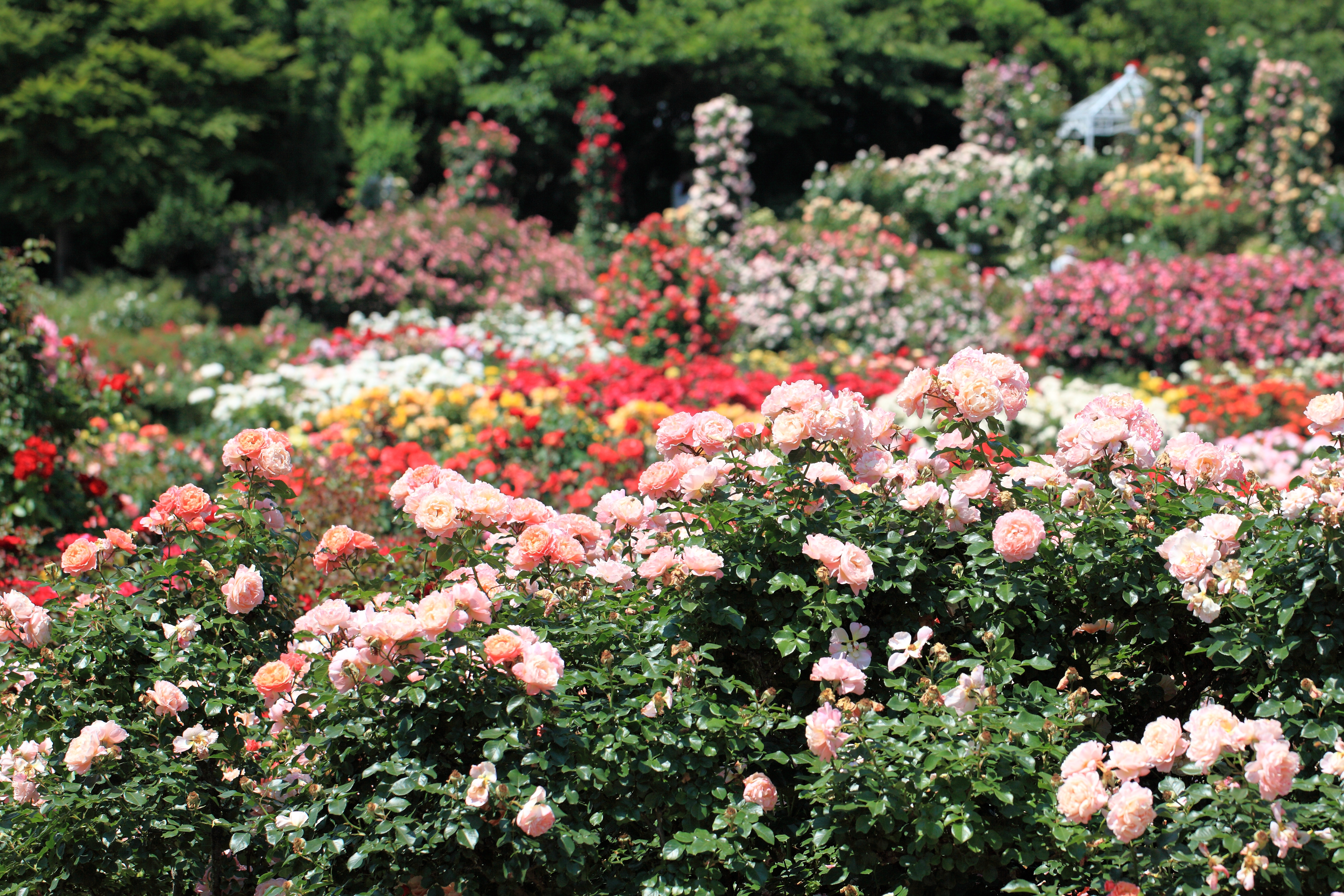
京成バラ園「ローズガーデン」の風景

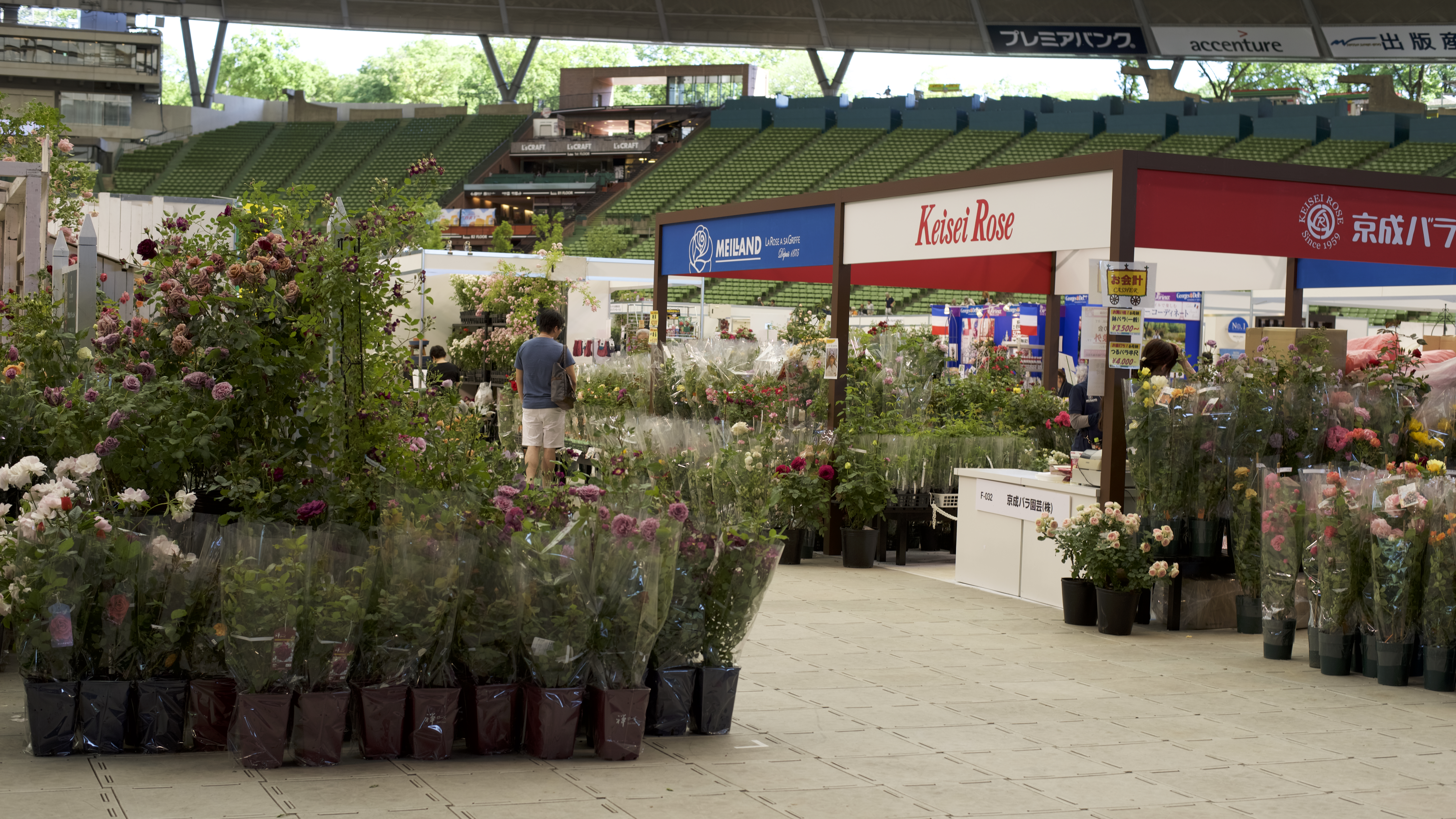
国際バラとガーデニングショウへ出展した京成バラ園芸の販売ブース

京成バラ園芸株式会社（けいせいばらえんげい）は、千葉県八千代市に本社を置き、園芸および造園業を営む京成グループの企業。本社は同社が運営する京成バラ園内に所在する。京成電鉄の完全子会社である。京成カード加盟店。

## 概要
京成電鉄が経営していた谷津遊園のバラ園に使うバラの栽培および品種改良を目的として設立された。八千代市で 30,000平方メートルの広さを誇る京成バラ園（ローズガーデンとその付帯施設、1,500品種 10,000株）を経営する傍ら、前述の谷津遊園の閉園後に習志野市が引き継いだ谷津バラ園の運営を受託している。またバラの品種改良および苗の製造販売を行い、作出品種は国際的なバラコンクールで数々の受賞実績を持つ。切り花用のバラ苗の生産でも大手である。
造園業も行っており、西武造園、西武緑化管理、横浜緑地（西武系）、東急グリーンシステム、石勝エクステリア（東急系）、東武緑地、京王グリーンサービス、グリーンアンドアーツ（京成系）、京急緑地開発などと同様に、関東における大手私鉄系造園会社の一つである。

## 沿革
- 1957年（昭和32年）- 谷津遊園内にバラ園を開園。バラ育種家の鈴木省三に造園を依頼。
- 1959年（昭和34年）
  - 3月11日 - 京成バラ園芸株式会社を設立[1][3]。
  - 京成バラ園を開園[3]。
  - 鈴木省三が研究所所長に就任。
- 1960年（昭和35年）- バラの品種改良およびバラ苗の生産販売を開始。
- 1961年（昭和36年）- 造園部門および貸鉢部門を営業開始。
- 1962年（昭和37年）- 草花部門および通信販売部門を営業開始。
- 1963年（昭和38年）- 鈴木省三が設立した東京都世田谷区の「とどろきばら園」を吸収合併[3]。
- 1967年（昭和42年）- 種苗名称登録第1号となるバラ品種 「聖火」を発売 。品種名は1964年東京オリンピックにちなむ。
- 1971年（昭和46年）- ガーデンセンターを設立、バラ見本園を開園。
- 1978年（昭和53年）- 種苗法の品種登録出願を開始。
- 1982年（昭和57年）- 日本初となるミニバラのポットローズ（鉢植え）を発売[3]。
- 1986年（昭和61年）- 日本初となる新しい修景バラの販売を開始[3]。
- 1989年（昭和64年/平成元年）- 京成バラ園芸とサントリーが共同作出した新品種「サフィニア」の生産・販売を開始[3]。
- 1991年（平成3年）- ヨーロッパで「サフィニア」を販売開始し代理店を設置[3]。
- 1993年（平成5年）
  - 千葉県佐原市（現：香取市）に佐原農場を設立し、研究開発部門を移転。
  - 北米で「サフィニア」を販売開始し代理店を設置[3]。
- 1999年（平成11年）- 京成バラ園をリニューアルし、整形式庭園「ローズガーデン」を中心とした複合施設とする。
- 2004年（平成16年）- 公式オンラインショップを開設。
- 2009年（平成21年）
  - 3月11日 - 創立50周年を迎える。
  - 創立50周年を記念してバラ品種「あゆみ」を発売。
- 2010年（平成22年） - NPO法人地域活性化支援センターから「恋人の聖地」として認定される。
- 2015年（平成27年）- 京成バラ園ローズガーデンが、第17回世界バラ会議で優秀庭園賞を受賞。
- 2020年（令和2年）
  - 本社を東京都墨田区から千葉県八千代市（京成バラ園内）へ移転。
  - 4月2日 - 八千代市および秀明大学観光ビジネス学部と、市の観光振興に関する連携協定を締結。